# Mesomyia atrata
Mesomyia atrata är en tvåvingeart som först beskrevs av Schuurmans Stekhoven 1926.  Mesomyia atrata ingår i släktet Mesomyia och familjen bromsar. Inga underarter finns listade i Catalogue of Life.